# 月とキャベツ
『月とキャベツ』（つきとキャベツ）は、1996年に制作された篠原哲雄監督の日本映画。鶴間香のシナリオ・『眠れない夜の終わり』（さっぽろ映像セミナー 受講シナリオ）を原案として、篠原哲雄と真柴あずきが脚本を書いた。歌手の山崎まさよしが主役を務める（俳優としての映画デビュー作）と同時に映画音楽も担当し、主題歌として用いられた「One more time, One more chance」は山崎の代表作の一つともなった。なお、主なロケ地となった伊参スタジオ公園（群馬県吾妻郡中之条町、旧・中之条町立第四中学校校舎）に、映画に関する資料が多く残されている。

## あらすじ
人気バンド「ブレインズ」のボーカルだった花火（山崎まさよし）は、バンド解散後東京から離れた田舎で音楽活動から離れキャベツを栽培する生活をしていた。周囲からは音楽活動への復帰を期待されていたが、本人はそんな周囲の声に戸惑っていた。そんなところに、花火のファンであるという謎の少女ヒバナ（真田麻垂美）が現れる。花火とヒバナ、向かい合わせの孤独が呼び合って、ひと夏限りの永遠が始まろうとしていた。

## キャスト
- 花火：山崎まさよし
- ヒバナ：真田麻垂美
- 理人：鶴見辰吾
- 木村：ダンカン
- 森崎：中村久美
- ブレインズ・メンバー：千葉大輔（ギター）、田中要次（ベース）、倉持裕之（ドラム）